# Saguinus
Los tamarinos (Saguinus) son un género de primates platirrinos de la familia Callitrichidae. Están estrechamente relacionados con los tamarinos leonados del género Leontopithecus.
Habitan del sur de América Central hasta la mitad de Sudamérica (Amazonas y norte de Bolivia, sin las partes montañosas).
Las varias especies de tamarinos difieren considerablemente en su apariencia, desde el casi totalmente negro, pasando por mezclas de negro, pardo y blanco. Muchas especies típicamente tienen mostachis faciales. Los tamaños de cuerpoi oscilan entre 18 a 30 cm (más la cola: 25 a 45 cm long) pesando de 220 a 900 g. Difieren de los tití Callithrix primariamente en más pequeños caninos y más largos incisivos.
Son habitantes de bosques lluviosos tropicales, y áreas de bosques abiertos. Son  diurnos y arbóreos, corren y suben rápidamente a ellos. Viven en grupos de más de 40, consistiendo de una o más familias. Más frecuentemente, sus grupos se componen de tres a nueve miembros.
Son omnívoros, comen fruta y otras partes de las plantas como también arañas, insectos, pequeños vertebrados y huevos de aves.
La gestación es típicamente de 140 días, y nacen normalmente mellizos. El padre cuida la cría, compartiéndolos con la madre. Después de aproximadamente un mes los cachorros comienzan a ingerir alimento sólido, aunque siguen amamantándose hasta los tres o cuatro meses. Adquieren la total madurez en su segundo año. 
En cautiverio, viven 18 años.

## Clasificación
De acuerdo a Rylands y Mittermeier (2009) el género incluyen 15 especies. Dos especies, Saguinus  graellsi y Saguinus pileatus, reconocidas por Groves, se consideran subespecies de Saguinus nigricollis y Saguinus mystax respectivamente. Tres especies anteriormente clasificadas como Saguinus ahora se clasifican como Leontocebus: Saguinus fuscicollis, Saguinus nigricollis y Saguinus tripartitus.
- Saguinus bicolor
- Saguinus geoffroyi
- Saguinus imperator
- Saguinus inustus
- Saguinus kulina[3]
- Saguinus labiatus
- Saguinus leucopus
- Saguinus martinsi
- Saguinus melanoleucus
- Saguinus midas
- Saguinus mystax
- Saguinus niger
- Saguinus oedipus